# Mirco Di Tora
Mirco Di Tora (Ferrara, 19 maggio 1986) è un ex nuotatore italiano specializzato nel dorso.
Ex detentore dei record italiani dei 50 e 100 metri dorso e della 4x100 mista in vasca lunga rispettivamente con 24"77 stabilito il 1º agosto 2009 ai Mondiali 2009 di Roma, 53"66 realizzato nella stessa edizione di questi campionati l'27 luglio e ai Giochi olimpici di Pechino nel 2008, e detentore del primato italiano con la staffetta mista 4x100 m. Della staffetta facevano parte anche Alessandro Terrin, Filippo Magnini e Mattia Nalesso.
Nel dicembre 2008 migliorò anche il record italiano dei 50 m dorso in vasca corta con 23"76, stabilito agli Europei di Fiume; agli Europei di Istanbul ha migliorato in staffetta il primato che è stato battuto da Damiano Lestingi in semifinale della gara individuale, salvo poi riprenderlo in finale.

## Carriera
In carriera conta 33 titoli italiani assoluti tra 50 e 100 metri dorso oltre alle staffette 4x100 mista e 4x100 stile libero.
A livello internazionale ha gareggiato per la prima volta agli Europei Juniores del 2004 classificandosi quarto nei 100 e settimo nei 50.
Tre anni dopo alla XXIV Universiade a Bangkok arriva quinto nei 50 e sesto nella doppia distanza, agli Europei 2008 di Eindhoven oltre ai 50 dorso, settimo in finale, ha partecipato anche alla staffetta 4x100 giungendo quinto.
Lo stesso anno ha partecipato anche ai Giochi di Pechino: il 10 agosto con 54"39 nelle batterie dei 100 dorso ha abbassato per la prima volta il record da lui detenuto e si qualifica per le semifinali dove arriva solo ottavo e viene quindi eliminato.
Il 15 agosto fa parte della staffetta 4x100 mista che, nelle batterie, stabilisce il nuovo record italiano e in quella occasione lima ulteriormente il record dei 100 di altri 34 centesimi.
In finale, a gara ormai compromessa, la staffetta azzurra viene però squalificata a causa della partenza anticipata dell'ultimo staffettista Filippo Magnini.
A Dicembre 2008 a Fiume (Croazia) in occasione dei Campionati Europei di vasca corta assieme ai compagni Belotti, Terrin e Magnini vince l'oro nella staffetta 4x50 mista italiana con il record mondiale, europeo ed italiano di 1'32"91.
Nell'estate 2009 ottiene prima un prestigioso bronzo ai Giochi del Mediterraneo di Pescara e poi una inaspettata finale ai Campionati Mondiali di Roma. Ai Campionati europei di nuoto 2012 che si sono svolti a Debrecen conquista l'argento nei 50 m dorso col tempo di 24"95 dietro all'israeliano Jonatan Kopelev; nei 100 m dorso ottiene invece il 5º posto in finale. Riesce poi a conquistare la medaglia d'oro nella staffetta 4x100 mista insieme a Fabio Scozzoli, l'esordiente Matteo Rivolta e Filippo Magnini.
La stessa estate ha preso parte alla spedizione Olimpica di Londra 2012 come portacolori azzurro nei 100 dorso e nella staffetta mista.
L'anno seguente, durante i campionati mondiali di Barcellona 2013 viene nominato dalla squadra capitano della nazionale italiana di nuoto.
In carriera ha partecipato in totale a 9 campionati europei, 5 campionati mondiali e 2 Olimpiadi.

## Attività non agonistiche
Nel 2014 ha fondato insieme al compagno di nazionale Niccolò Beni una associazione sportiva dilettantistica, allo scopo di promuovere il nuoto fra bambini e ragazzi ed anche di organizzare attività natatoria nel circuito master.

## Palmarès
nota: M = primato mondiale
| Giochi olimpici                | ---                     | 100 m dorso             | ---                     | ---                   | 4×100 m mista                             |
| 2008 Pechino Cina              | ---                     | 15º in semifinale 54"92 | ---                     | ---                   | squalificato nuota in batteria            |
| 2012 Londra Regno Unito        | ---                     | 19º in batteria 54"70   | ---                     | ---                   | ---                                       |
| Campionati mondiali            | 50 m dorso              | 100 m dorso             | ---                     | ---                   | ---                                       |
| 2009 Roma Italia               | 8º 25"15                | 13º in semifinale 53"88 | ---                     | ---                   | ---                                       |
| 2011 Shanghai Cina             | 12º in semifinale 25"40 | 18º in batteria 54"47   | ---                     | ---                   | 11º in batteria - 3'36"74 frazione: 54"64 |
| Mondiali in vasca corta        | 50 m dorso              | 100 m dorso             | ---                     | ---                   | 4×100 m mista                             |
| 2010 Dubai Emirati Arabi Uniti | 10º in semifinale 23"93 | 17º in batteria 52"37   | ---                     | ---                   | 10º in batteria - 3'30"34 frazione: 51"64 |
| Campionati europei             | 50 m dorso              | 100 m dorso             | ---                     | ---                   | 4×100 m mista                             |
| 2008 Eindhoven Paesi Bassi     | 7º 25"66                | 9º in semifinale 55"11  | ---                     | ---                   | 5º - 3'37"54 frazione: 55"48              |
| 2010 Budapest Ungheria         | 15º in semifinale 25"47 | 13º in semifinale 55"01 | ---                     | ---                   | 5º - 3'36"61 frazione: 55"03              |
| 2012 Debrecen Ungheria         | Argento 24"95           | 5º 54"78                | ---                     | ---                   | Oro: 3'32"80 frazione: 54"40              |
| Europei in vasca corta         | 50 m dorso              | 100 m dorso             | 200 m dorso             | 50 m farfalla         | 4×50 m mista                              |
| 2007 Debrecen Ungheria         | 12º in semifinale 24"89 | 12º in semifinale 52"98 | 24º in batteria 1'58"60 | ---                   | ---                                       |
| 2008 Fiume Croazia             | 6º 24"20                | 8º 52"08                | ---                     | ---                   | Oro: 1'32"91 frazione: 23"95              |
| 2009 Istanbul Turchia          | 6º 23"45                | 13º in semifinale 51"42 | ---                     | 37º in batteria 23"80 | 4º - 1'32"17 frazione:23"63               |
| 2010 Eindhoven Paesi Bassi     | 7º 24"34                | 4º 52"08                | ---                     | ---                   | Argento: 1'33"83 frazione: 24"32          |
| 2011 Stettino Polonia          | ---                     | ---                     | ---                     | ---                   | Oro: 1'33"18 frazione: 23"99              |
| Giochi del Mediterraneo        | 50 m dorso              | 100 m dorso             | ---                     | ---                   | 4×100 m mista                             |
| 2009 Pescara Italia            | 4º 25"48                | Bronzo 54"45            | ---                     | ---                   |                                           |
| Universiadi                    | 50 m dorso              | 100 m dorso             | ---                     | ---                   | 4×100 m mista                             |
| 2007 Bangkok Thailandia        | 5º 24"58                | 6º 55"52                | ---                     | ---                   | 6º - 3'40"98 frazione: 55"76              |
| Europei giovanili              | 50 m dorso              | 100 m dorso             | ---                     | ---                   | 4×100 m mista                             |
| 2003 Glasgow Regno Unito       | 8º in batteria 27"07    | ---                     | ---                     | ---                   | ---                                       |
| 2004 Lisbona Portogallo        | 7º 26"96                | 4º 57"68                | ---                     | ---                   | Argento: 3'45"89 frazione: 57"85          |

### Campionati italiani
20 titoli individuali e 7 in staffetta, così ripartiti:
- 11 nei 50 m dorso
- 9 nei 100 m dorso
- 1 nella staffetta 4×50 m stile libero
- 2 nella staffetta 4×100 m stile libero
- 3 nella staffetta 4×100 m mista

| Anno | Edizione    | dorso 50 m | dorso 100 m | dorso 200 m | st.libero 4×50 m | st.libero 4×100 m | mista 4×50 m | mista 4×100 m |
| ---- | ----------- | ---------- | ----------- | ----------- | ---------------- | ----------------- | ------------ | ------------- |
| 2006 | Primaverili | 3          | -           | -           | nd               | -                 | nd           | -             |
| 2006 | Invernali   | 2          | -           | -           | nd               | nd                | nd           | nd            |
| 2007 | Primaverili | 1          | 1           | -           | nd               | -                 | nd           | -             |
| 2007 | Estivi      | 1          | 1           | -           | nd               | -                 | nd           | -             |
| 2007 | Invernali   | 1          | 1           | 3           | nd               | nd                | nd           | nd            |
| 2008 | Primaverili | 1          | 1           | -           | nd               | -                 | nd           | -             |
| 2008 | Estivi      | 1          | 1           | -           | nd               | -                 | nd           | -             |
| 2008 | Invernali   | 1          | 2           | -           | nd               | nd                | nd           | nd            |
| 2009 | Primaverili | 1          | 1           | -           | nd               | -                 | nd           | -             |
| 2009 | Estivi      | 1          | 2           | -           | nd               | -                 | nd           | -             |
| 2009 | Invernali   | 1          | 2           | -           | nd               | nd                | nd           | nd            |
| 2010 | Primaverili | 2          | 1           | -           | nd               | -                 | nd           | 2             |
| 2010 | Estivi      | 2          | 3           | 3           | nd               | nd                | nd           | nd            |
| 2010 | Invernali   | -          | 3           | -           | 2                | nd                | -            | nd            |
| 2011 | Primaverili | 1          | 1           | -           | nd               | 1                 | nd           | 1             |
| 2011 | Estivi      | -          | 3           | -           | 1                | nd                | 3            | nd            |
| 2011 | Invernali   | 2          | 3           | -           | nd               | 1                 | nd           | 1             |
| 2012 | Primaverili | 1          | 1           | -           | nd               | 2                 | nd           | 1             |